# Стербридж (Массачусетс)
Стербридж (англ. Sturbridge) — місто (англ. town) в США, в окрузі Вустер штату Массачусетс. Населення — 9867 осіб (2020).

## Демографія
Згідно з переписом 2010 року, у місті мешкало 9268 осіб у 3611 домогосподарстві у складі 2609 родин. Було 3989 помешкань
Расовий склад населення:
| - 95,1 % — білих - 2,0 % — азіатів - 0,6 % — чорних або афроамериканців - 0,3 % — корінних американців |

До двох чи більше рас належало 1,3 %. Частка іспаномовних становила 2,5 % від усіх жителів.
За віковим діапазоном населення розподілялося таким чином: 24,9 % — особи молодші 18 років, 60,6 % — особи у віці 18—64 років, 14,5 % — особи у віці 65 років та старші. Медіана віку мешканця становила 41,6 року. На 100 осіб жіночої статі у місті припадало 97,2 чоловіків;  на 100 жінок у віці від 18 років та старших — 93,3 чоловіків також старших 18 років.
Середній дохід на одне домашнє господарство  становив 112 259 доларів США (медіана — 84 745), а середній дохід на одну сім'ю — 128 490 доларів (медіана — 103 365). Медіана доходів становила 70 679 доларів для чоловіків та 49 175 доларів для жінок. За межею бідності перебувало 4,0 % осіб, у тому числі 3,0 % дітей у віці до 18 років та 9,0 % осіб у віці 65 років та старших.
Цивільне працевлаштоване населення становило 4845 осіб. Основні галузі зайнятості: освіта, охорона здоров'я та соціальна допомога — 25,9 %, науковці, спеціалісти, менеджери — 16,1 %, виробництво — 13,6 %, роздрібна торгівля — 11,6 %.